# Alison Cox
Alison Cox (* 5. Juni 1979 in Turlock, Kalifornien) ist eine ehemalige US-amerikanische Ruderin, die 2004 eine olympische Silbermedaille im Achter gewann.

## Sportliche Karriere
Die 1,82 m große Alison Cox siegte bei den (inoffiziellen) U23-Weltmeisterschaften 2000 im Vierer ohne Steuerfrau. 2001 ruderte sie im Vierer ohne Steuerfrau bei den Weltmeisterschaften 2001 in der Erwachsenenklasse und belegte den vierten Platz. 2002 wechselte sie in den Achter und gewann den Titel bei den Weltmeisterschaften 2002 in Sevilla. 2003 siegte sie mit dem US-Achter bei den Ruder-Weltcup-Regatten in Mailand und München. Bei den Weltmeisterschaften 2003 belegte der Achter den fünften Platz.
2004 siegte der US-Achter bei den Weltcup-Regatten in München und Luzern. Bei den Olympischen Spielen in Athen traten Katherine Johnson, Samantha Magee, Megan Dirkmaat, Alison Cox, Anna Mickelson, Laurel Korholz, Caryn Davies, Lianne Nelson und Steuerfrau Mary Whipple im Achter an. Die Crew gewann ihren Vorlauf, im Finale erreichte sie als Zweite das Ziel, fast zwei Sekunden hinter den Rumäninnen und drei Zehntelsekunden vor den Niederländerinnen.
Sechs Jahre nach dem Gewinn der olympischen Silbermedaille nahm Alison Cox 2010 an den Weltmeisterschaften 2010 teil. Im Vierer ohne Steuerfrau mit Mara Allen, Grace Luczak und Adrienne Martelli gewann sie die Bronzemedaille hinter den Niederländerinnen und den Australierinnen. 2011 gewann sie mit dem US-Achter noch einmal beim Weltcup in München.